# Denisa Kerschová
Denisa Kerschová, née en 1967 à Prague, est une productrice-animatrice radiophonique de musique classique et ambassadrice de musique tchèque de France Musique.

## Biographie
Née à Prague en ex-Tchécoslovaquie, Denisa Kerschová suit initialement une formation de danse classique de l’Opéra de Prague, et de musique classique en piano et violoncelle, jusqu'à une blessure fatidique au genou. Elle étudie alors le français et la littérature française à l'université Charles de Prague, avant de venir vivre à Paris en 1991, en tant que traductrice-interprète en français et tchèque.
Initiée à la radio dès son adolescence à Prague en temps qu'auditrice fervente de l'émission radiophonique internationale La Voix de l'Amérique, elle entreprend une carrière d'animatrice radiophonique à Paris pour Radio Classique En 2006, elle anime l'émission Radio classique de nuit. Durant sa dernière saison en 2009-2010, elle anime tous les jours l'émission Un réveil en musique de 5 h à 7 h (jusque 10 h le week-end), puis l'après-midi l'émission Vos après-midis classiques de 14 h à 17 h 30. 
En 2010, elle est embauchée par France Musique ; la directrice adjointe est alors Mitsou Carré, venue de Radio Classique, et le directeur de Radio France est Jean-Luc Hees, un ancien de Radio Classique également. Elle y anime alors de nombreuses émissions radiophoniques de musique classique et d'histoire de la musique classique occidentale, avec sa voix captivante et enjouée, son humour, et son accent caractéristique franco-tchèque, telles que Venez quand vous voulez, Avanti!, puis Allegretto.

## Pour approfondir